# 三八城神社

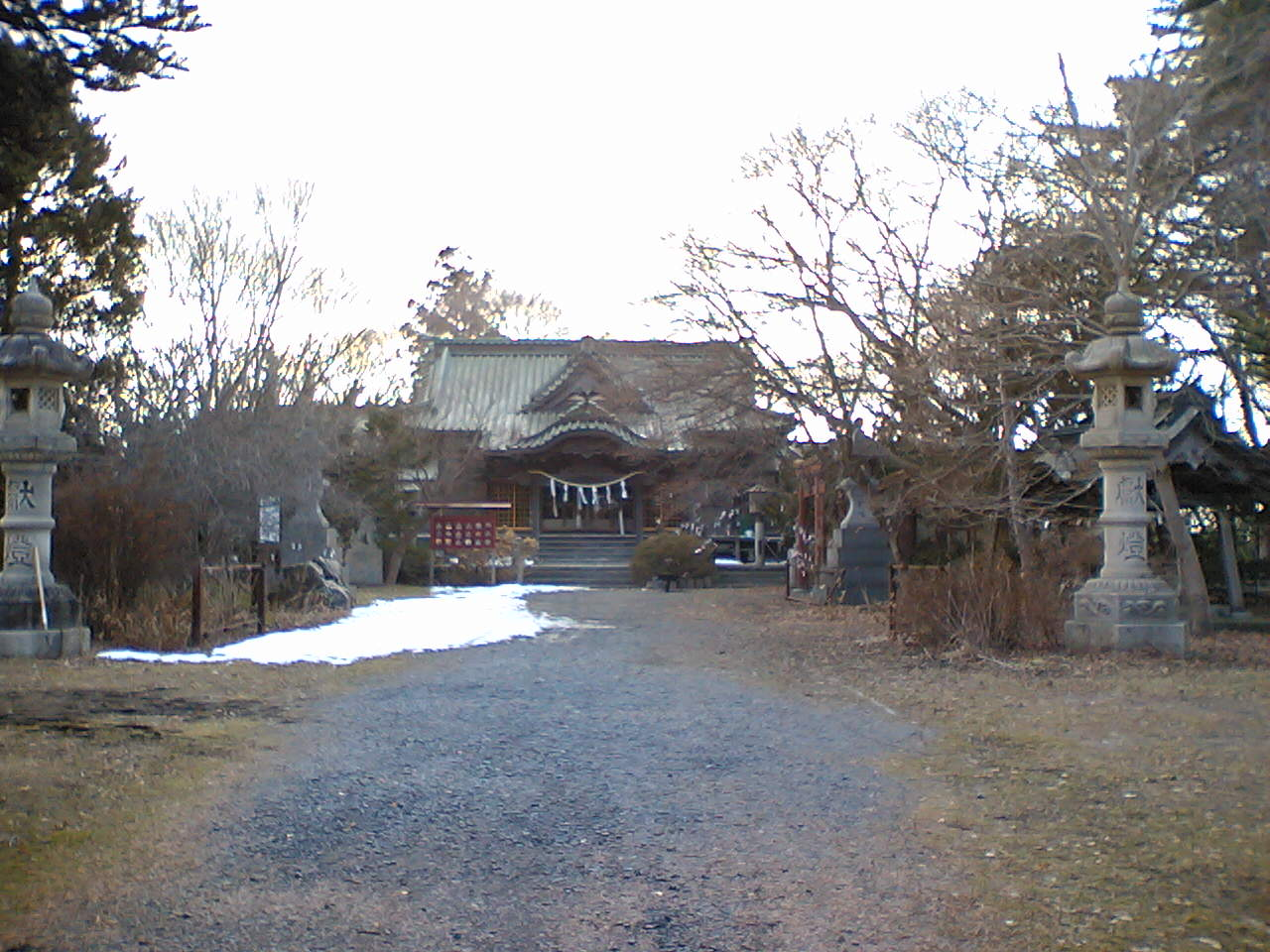
三八城神社

三八城神社（みやぎじんじゃ）は、青森県八戸市内丸にある三八城公園内にある神社。江戸時代後期から明治時代初期に流行した藩祖を祀った神社のひとつ。

## 概要
三八城神社のある八戸市内丸は、藩政時代には八戸城の本丸と二の丸のあったところである。そのうち現在の三八城公園が八戸城の本丸の跡である。1871年（明治4年）の廃藩置県で城内の建物が取り壊され、神社はその跡に建てられたものである。
1878年（明治11年）に創立の許可を得て、旧藩士達から灯篭、手洗い、獅子、その他の供え物が献納され、この年の8月10日から17日まで正遷宮の儀式が執行された。祭神は八戸藩初代藩主・南部直房、甲斐源氏の祖新羅三郎義光、南部氏の祖である南部光行の3人を祭る。8月6日がその大祭日である。当初、社殿は旧城内御殿の「御玄関」のところに拝殿が建てられたが、その後、西のほうへ引き移し、現在の社殿の位置は、急城内御殿の「奥御居間」の付近にあたるとみられる。
社名の「三八城」は、三戸郡の「三」、八戸城の「八」、「城」の意と解されている。